# Båtsnäcka
Båtsnäcka (Theodoxus fluviatilis) är en snäckart som först beskrevs av Carl von Linné 1758.  Båtsnäcka ingår i släktet Theodoxus och familjen båtsnäckor. IUCN kategoriserar arten globalt som livskraftig. Arten är reproducerande i Sverige. Inga underarter finns listade i Catalogue of Life.

## Bildgalleri

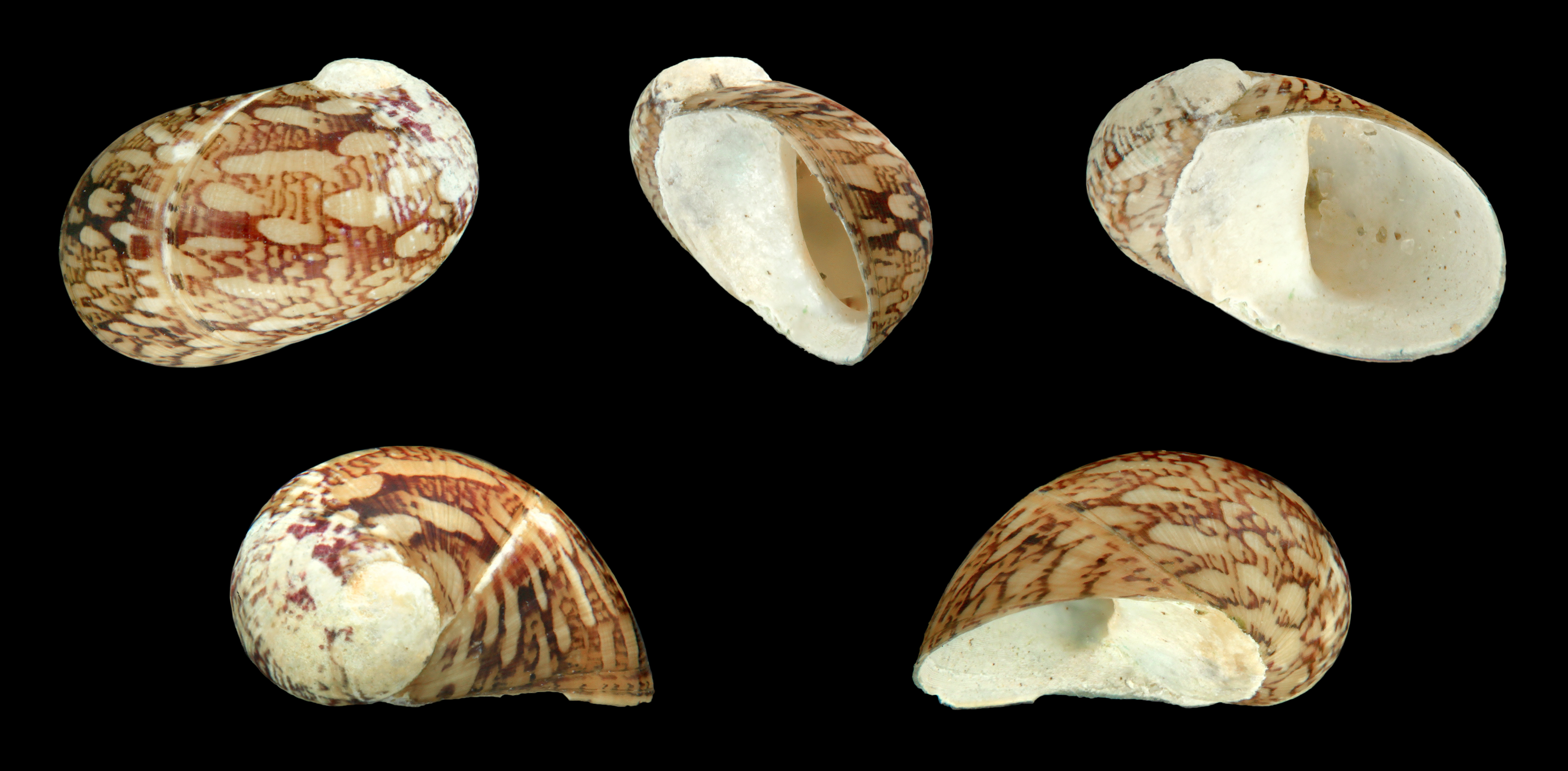
Theodoxus fluviatilis littoralis
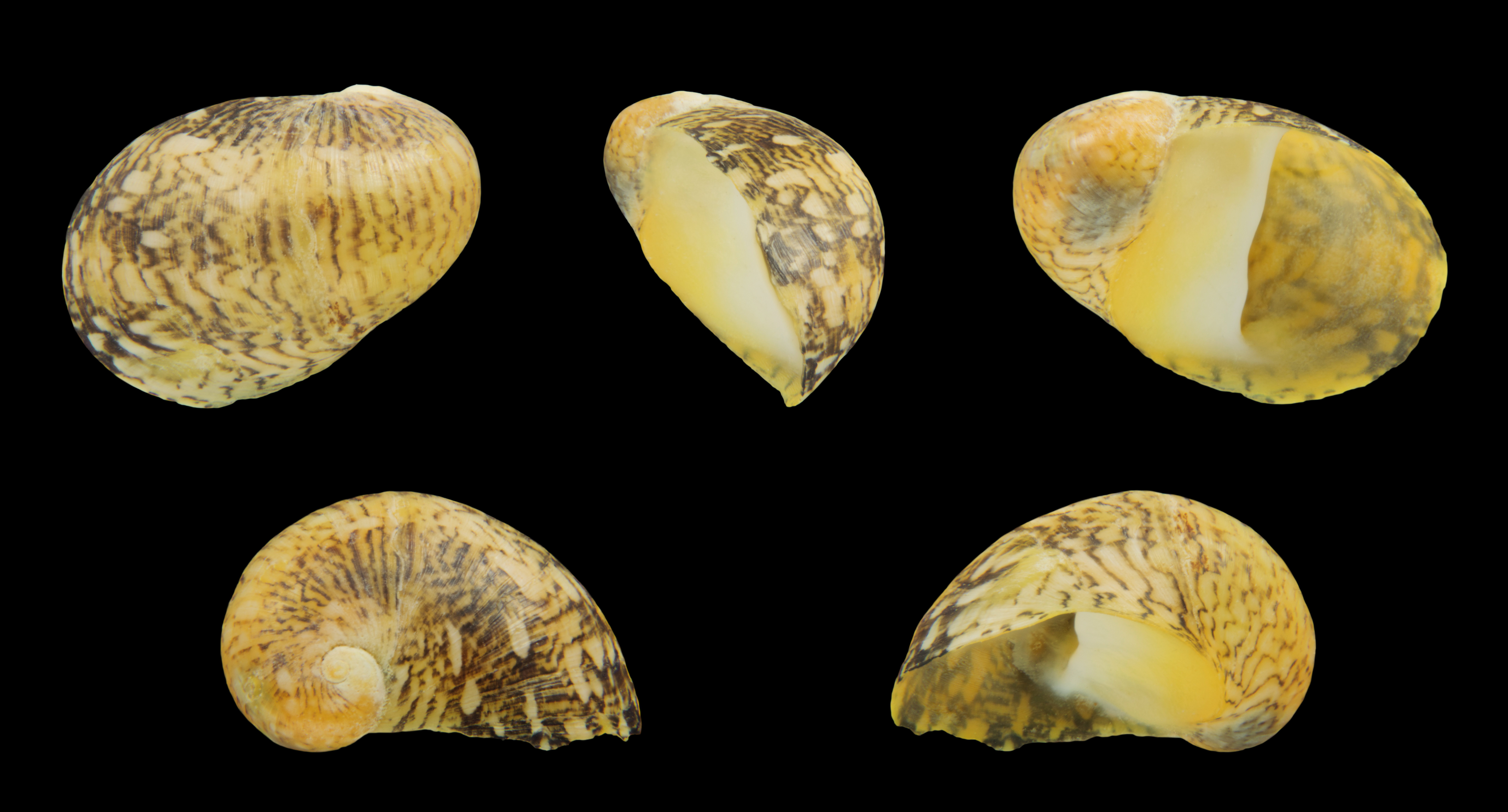
Theodoxus fluviatilis dalmatinus
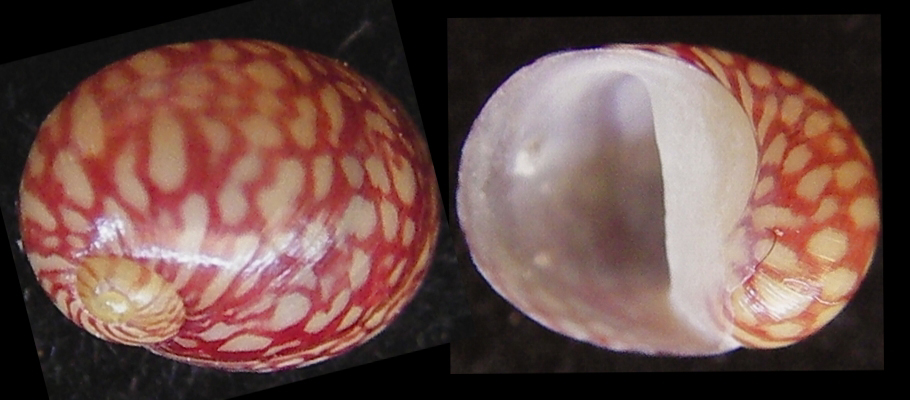
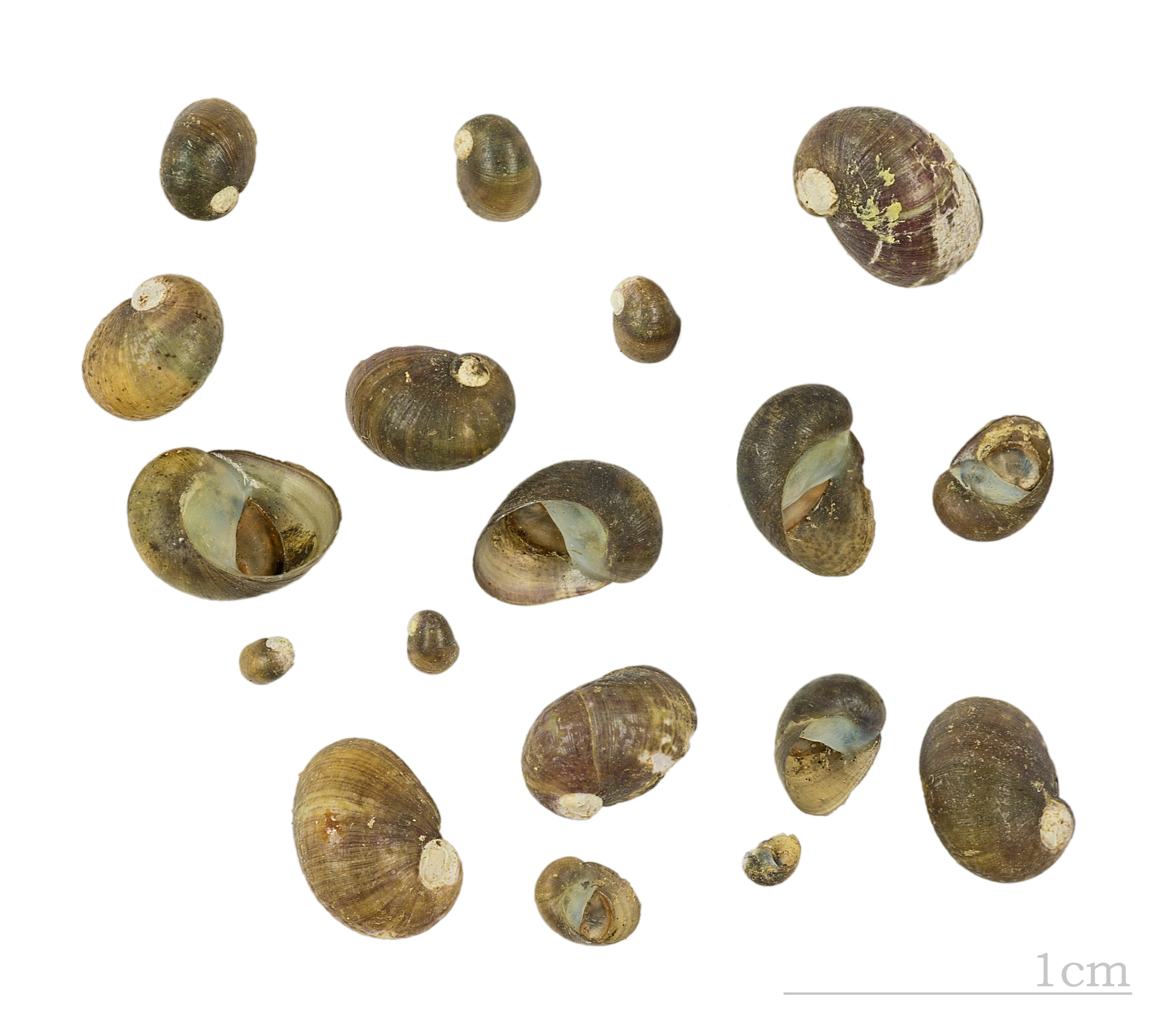
Theodoxus fluviatilis thermalis